# Diogo Correia Valente
Diogo Correia Valente SJ (spanisch Diego Carreia Valente; lateinisch Didacus Valente; * 1567 in Lissabon, Königreich Portugal; † 28. Oktober 1633 in Macau, Kaiserreich China) war ein portugiesischer Jesuitenmissionar.
Am 10. Januar 1584 trat er in den Jesuitenorden ein. 1599 wurde er zum Priester geweiht. Am 8. Januar 1618, während des Pontifikats von Papst Paul V., wurde er zum Bischof von Funay ernannt. Ottavio Accoramboni, Apostolischer Nuntius in Portugal, weihte ihn am 18. März 1618 zum Bischof. Am 27. August 1626 wurde er zusätzlich zum Apostolischen Administrator von Macau ernannt. Bereits 1623 ernannte der Klerus ihn um Verwalter der Diözese.